# Ivan Jurić
Ivan Jurić (Split, Horvát Szocialista Köztársaság, 1975. augusztus 25. –) horvát válogatott labdarúgó, edző.
Játékos-pályafutása nagy részét Horvátországban és Olaszországban töltötte, egy Spanyolországi kitérővel. Játszott többek között a Hajduk Split, a Sevilla és a Genoa csapataiban. Ötszörös válogatott volt, 2010-ben vonult vissza, hogy edzősködni kezdjen.
Első éveit Gian Piero Gasperini másodedzőjeként töltötte több csapatnál, mielőtt 2014-ben kinevezte az Mantova. A 2015–2016-os szezonban a csapat történetében először feljuttatta a Crotone-t az első osztályba, amit követően több különböző időszakban is a Genoa vezetőedzője volt. Ezt pályafutása két leghosszabb kinevezése követte, két évet töltött el a Hellas Verona, illetve hármat a Torino csapatainál, majd mindössze 12 mérkőzésig az Roma edzője volt. 2024 decemberében kinevezte a Premier League utolsó helyén álló Southampton, ahonnan hónapokkal később távozott, mikor biztos lett, hogy a leghamarabb kiesett Premier League-csapat lettek a bajnokság történetében.

## Statisztika
Frissítve: 2025. április 6.
| Csapat        | -tól                 | -ig                | Mutató | Mutató | Mutató | Mutató | Mutató | Mutató | Mutató |
| Csapat        | -tól                 | -ig                | M      | Gy     | D      | V      | LG     | KG     | Gy%    |
| ------------- | -------------------- | ------------------ | ------ | ------ | ------ | ------ | ------ | ------ | ------ |
| Mantova       | 2014. június 17.     | 2015. június 9.    | 41     | 15     | 8      | 18     | 40     | 36     | 36,59  |
| Crotone       | 2015. június 9.      | 2016. június 28.   | 45     | 25     | 13     | 7      | 64     | 39     | 55,56  |
| Genoa         | 2016. június 28.     | 2017. február 19.  | 28     | 8      | 7      | 13     | 36     | 49     | 28,57  |
| Genoa         | 2017. április 10.    | 2017. november 5.  | 20     | 4      | 4      | 12     | 20     | 33     | 20,00  |
| Genoa         | 2018. október 9.     | 2018. december 6.  | 8      | 0      | 4      | 4      | 10     | 18     | 0.00   |
| Hellas Verona | 2019. június 14.     | 2021. május 28.    | 79     | 23     | 26     | 30     | 98     | 106    | 29,11  |
| Torino        | 2021. július 1.      | 2024. június 30.   | 122    | 44     | 37     | 41     | 137    | 125    | 36,07  |
| Roma          | 2024. szeptember 18. | 2024. november 10. | 12     | 4      | 3      | 5      | 15     | 17     | 33,33  |
| Southampton   | 2024. december 21.   | 2025. április 6.   | 16     | 2      | 1      | 13     | 15     | 38     | 12,50  |
| Összesen      | Összesen             | Összesen           | 371    | 125    | 103    | 143    | 435    | 461    | 33,69  |

## Díjak és elismerések
Egyéni
- Ezüstpad: 2015–2016[13]